# San Juan Bautista Valle Nacional
San Juan Bautista Valle Nacional es una población del estado de Oaxaca, al sureste de México, ubicado en una cañada rodeada de grandes y escarpadas montañas al norte del estado antes citado y a orillas del río Valle Nacional, uno de los principales tributarios del río Santo Domíngo que unido a él conforma el cauce principal de Papaloapan, cerca de Tuxtepec; durante la colonia dicha región era conocida como el "Valle Real", posteriormente al consumarse la independencia de México, su nombre cambió a "Valle Nacional".

## Ubicación
Se localiza al norte del estado mexicano de Oaxaca, en las coordenadas 17º 46’ latitud norte y 96° 18’ longitud oeste, a una altitud promedio de 60 metros sobre el nivel del mar (la cabecera municipal), en la llamada región Cuenca del Papaloapan o región Tuxtepec, en la Chinantla Baja, incluido asimismo dentro del distrito de Tuxtepec; limita al norte con el municipio de San Lucas Ojitlán y Santa María Jacaltepec al sur con Ixtlán de Juárez, Ayotzintepec, al este con Santa María Jacatepec y al oeste con San Felipe Usila.

## Clima
El municipio presenta gran variación climática dependiendo la altitud, la cabecera municipal presenta un clima cálido húmedo con lluvias todo el año (más abundantes en verano y otoño), cuya formula climática según la clasificación de Köeppen modificada por Enriqueta García Af(m)i; con un régimen pluviométrico de 4,100 mm. anuales y una temperatura media de 25 °C; siendo con ello una de las regiones más lluviosas de México.
| Parámetros climáticos promedio de Valle Nacional (Datos: 1951 a 2010) | Parámetros climáticos promedio de Valle Nacional (Datos: 1951 a 2010) | Parámetros climáticos promedio de Valle Nacional (Datos: 1951 a 2010) | Parámetros climáticos promedio de Valle Nacional (Datos: 1951 a 2010) | Parámetros climáticos promedio de Valle Nacional (Datos: 1951 a 2010) | Parámetros climáticos promedio de Valle Nacional (Datos: 1951 a 2010) | Parámetros climáticos promedio de Valle Nacional (Datos: 1951 a 2010) | Parámetros climáticos promedio de Valle Nacional (Datos: 1951 a 2010) | Parámetros climáticos promedio de Valle Nacional (Datos: 1951 a 2010) | Parámetros climáticos promedio de Valle Nacional (Datos: 1951 a 2010) | Parámetros climáticos promedio de Valle Nacional (Datos: 1951 a 2010) | Parámetros climáticos promedio de Valle Nacional (Datos: 1951 a 2010) | Parámetros climáticos promedio de Valle Nacional (Datos: 1951 a 2010) | Parámetros climáticos promedio de Valle Nacional (Datos: 1951 a 2010) |
| Mes                                                                   | Ene.                                                                  | Feb.                                                                  | Mar.                                                                  | Abr.                                                                  | May.                                                                  | Jun.                                                                  | Jul.                                                                  | Ago.                                                                  | Sep.                                                                  | Oct.                                                                  | Nov.                                                                  | Dic.                                                                  | Anual                                                                 |
| --------------------------------------------------------------------- | --------------------------------------------------------------------- | --------------------------------------------------------------------- | --------------------------------------------------------------------- | --------------------------------------------------------------------- | --------------------------------------------------------------------- | --------------------------------------------------------------------- | --------------------------------------------------------------------- | --------------------------------------------------------------------- | --------------------------------------------------------------------- | --------------------------------------------------------------------- | --------------------------------------------------------------------- | --------------------------------------------------------------------- | --------------------------------------------------------------------- |
| Temp. máx. abs. (°C)                                                  | 37.0                                                                  | 40                                                                    | 43                                                                    | 44                                                                    | 44                                                                    | 42                                                                    | 44                                                                    | 37.5                                                                  | 39                                                                    | 38                                                                    | 37.5                                                                  | 38                                                                    | '                                                                     |
| Temp. máx. media (°C)                                                 | 26                                                                    | 27.2                                                                  | 30.3                                                                  | 32.5                                                                  | 33.4                                                                  | 32.3                                                                  | 31.3                                                                  | 31.1                                                                  | 30.9                                                                  | 29.6                                                                  | 27.8                                                                  | 26.5                                                                  | 29.9                                                                  |
| Temp. media (°C)                                                      | 20.2                                                                  | 21.1                                                                  | 23.3                                                                  | 25.2                                                                  | 26.3                                                                  | 25.9                                                                  | 25.3                                                                  | 25.2                                                                  | 25.2                                                                  | 23.9                                                                  | 22.1                                                                  | 21                                                                    | 23.7                                                                  |
| Temp. mín. media (°C)                                                 | 14.4                                                                  | 15.0                                                                  | 16.3                                                                  | 17.9                                                                  | 19.2                                                                  | 19.5                                                                  | 19.4                                                                  | 19.3                                                                  | 19.4                                                                  | 18.3                                                                  | 16.4                                                                  | 15.6                                                                  | 17.6                                                                  |
| Temp. mín. abs. (°C)                                                  | 4.0                                                                   | 5                                                                     | 6                                                                     | 2                                                                     | 6                                                                     | 7                                                                     | 6.5                                                                   | 7                                                                     | 7                                                                     | 7                                                                     | 3                                                                     | 1                                                                     | '                                                                     |
| Precipitación total (mm)                                              | 75.4                                                                  | 69.1                                                                  | 53.1                                                                  | 73.2                                                                  | 138.4                                                                 | 491.0                                                                 | 593.9                                                                 | 594.7                                                                 | 579.3                                                                 | 348.7                                                                 | 201.4                                                                 | 116.3                                                                 | 3334.7                                                                |
| Días de lluvias (≥ 1 mm)                                              | 8.8                                                                   | 7.3                                                                   | 5.7                                                                   | 5.2                                                                   | 7.5                                                                   | 16.1                                                                  | 19.7                                                                  | 18.8                                                                  | 18.6                                                                  | 13.8                                                                  | 10.3                                                                  | 9.1                                                                   | 140.9                                                                 |
| Fuente: Servicio Meteorológico Nacional                               |                                                                       |                                                                       |                                                                       |                                                                       |                                                                       |                                                                       |                                                                       |                                                                       |                                                                       |                                                                       |                                                                       |                                                                       |                                                                       |

## Hidrografía
El municipio se encuentra ubicado dentro de la Cuenca del Papaloapan y es regado por diversas corrientes que escurren por la sierra, siendo el más importante el río Valle Nacional, tributario del "Grande" o "Santo Domingo", que al unirse a este conforma el caudal del Papaloapan, mismo que se interna en el vecino estado de Veracruz, sobre la región sur de la Llanura de Sotavento para desembocar en la Laguna de Alvarado, después de recibir en la zona baja otros afluentes de importancia.

## Valle Nacional en la historia y la literatura
Valle Nacional es tristemente célebre y conocido por las vejaciones y abusos que en los plantíos de tabaco y en sus grandes haciendas, se cometían en contra de los trabajadores a fines del siglo XIX y principios del XX (durante el Porfiriato), dichos "trabajadores", vivían como esclavos en medio de una inhóspita región lluviosa, selvática y aislada; cientos morían y cientos eran recluidos y enviados anualmente a esta región, que a su vez fungía como una cárcel en la que llegaban los mismos delincuentes comunes, que presos políticos contrarios al gobierno de Porfirio Díaz. Dicha situación salió a la luz pública al triunfar la Revolución Mexicana y fue descrita en la obra México bárbaro del escritor y periodista norteamericano John Kenneth Turner. A raíz de enaltecer esta época tan gris de su historia, el célebre y más grande costumbrista que ha tenido el municipio en todos los tiempos, se dio a la tarea de adaptar un bailable arraigado a esta época. por lo cual desde el 2008, el municipio cuenta con el baile "Fiesta Tabacalera". Dicho baile ya estuvo presente en la máxima fiesta de los oaxaqueños, la Guelaguetza. Por otro lado, existe otro baile (Fandango Cuenqueño) que representa la otra cara de la historia del Municipio, en dicho baile se quiere hacer notar la presencia de la cultura sotaventina, todo esto basándose en la llegada de gente veracruzana al pueblo a través del comercio.
También el escritor Enrique Albuerne, realizó una novela basada en las tragedias del lugar llamada Valle Nacional, y que en 1975 fue adaptada al cine con el nombre de El valle de los miserables, dirigida por René Cardona Jr.